# رافاييل سيبيدا
رافاييل سيبيدا (بالإنجليزية: Rafael Cepeda)‏ هو موسيقي أمريكي، ولد في 10 يوليو 1910 في سان خوان في بورتوريكو، وتوفي في 21 يوليو 1996 في كارولينا، بورتوريكو في الولايات المتحدة بسبب نوبة قلبية.

## روابط خارجية
- رافاييل سيبيدا على موقع أول ميوزيك (الإنجليزية)
- رافاييل سيبيدا على موقع ديسكوغز (الإنجليزية)